# Renouvellement de l'eau
En aquariophilie, le renouvellement de l'eau ou renouvèlement de l'eau d'un aquarium (« changement d'eau » en langage ordinaire) permet de limiter le taux de polluants tels que les nitrites, les nitrates, etc., qui s'ils sont trop concentrés nuisent à la santé des poissons.

## Précautions
Le changement brutal de milieu étant nocif à la faune comme à la flore de l'aquarium, le changement d'eau doit être effectué de manière progressive de manière que les paramètres tels que la température, le pH ou le TH évoluent lentement et restent dans les limites acceptables par les occupants de l'aquarium.

## Méthodes
La méthode la plus simple et utilisable pour les bacs de dimensions petites ou moyennes est le remplacement par de l'eau « fraîche » du tiers (au maximum) de la capacité de la cuve. On commence par siphonner l'eau à remplacer (en privilégiant les zones basses, plus chargées en polluants et en débris divers) puis on complète par de l'eau mise à température au préalable et ajoutée progressivement. On doit s'assurer de ne pas verser l'eau trop rapidement pour ne pas bouleverser le contenu de l'aquarium.
Lorsque le volume du bac est trop important pour cette méthode, on peut utiliser le procédé du goutte à goutte qui consiste à remplacer en permanence une partie certes infime d'eau mais ce qui, au bout du compte, permet de maîtriser parfaitement tous les paramètres. C'est ainsi que les polluants restent, avec cette méthode, à un niveau très faible ce qui préserve les poissons de tout stress. Cette méthode impose d'avoir une arrivée d'eau sur l'aquarium et un trop plein permettant de garder le niveau constant, comme pour la précédente méthode, l'eau évacuée est prélevée le plus près possible du fond.